# Atsushi Katagiri
Atsushi Katagiri (født 1. august 1983) er en tidligere japansk fodboldspiller.
Han har spillet for flere forskellige klubber i sin karriere, herunder Nagoya Grampus Eight og Ventforet Kofu.